# حیدرآباد مرالی
حیدرآباد مرالی، روستایی از توابع بخش مرکزی شهرستان دلفان در استان لرستان ایران است.

## جمعیت
این روستا در دهستان ایتیوند شمالی قرار دارد و براساس سرشماری مرکز آمار ایران در سال ۱۳۸۵، جمعیت آن ۱۵۵ نفر (۳۴ خانوار) بوده‌است.
- فاصله تا شهر نورآباد: یازده کیلومتر
- فاصله تا جاده اصلی:یک کیلومتر
- فاصله تا سراب دولیسگان:هشت کیلومتر
- مشاغل در روستا:کشاورزی، دامپروری
- دهیاری :دارد
- طرحهایی اجرایی دهیاری:۱_طول پنجاه متر کانال کشی پایین چشمه ۲_جدول کشی معابر اصلی روستا در دست اجرا
- چشمه:دارد
- سد ذخیره آب چشمه:ندارد
- شبکه بهداشت:ندارد
- امکانات رفاهی:جاده آسفالت، آب ،برق، گاز
- مدرسه:دارد
- مدرسه ابتدایی:دارد
- اسم مدرسه:شهدای خیبر
- مدرسه راهنمایی:ندارد